# Сарыевская волость
Сарыевская во́лость   — нижняя административно-территориальная единица в составе Вязниковского уезда Владимирской губернии Российской империи и СССР. Волостной центр — село Сарыево. Ныне территория Вязниковского и Ковровского районов Владимирской области России.

## История
Упразднена в 1929 году.

## Состав
По данным на 1905 год входили 38 населённых пункта (стр. 67-69)
- Алешино
- Волченки
- Высоково
- Вязовка
- Горки
- Губино
- Дебринский погост
- Демаково
- Долгово
- Жары
- Ильинский  погост
- Костенево
- Костюнино
- Круглово
- Лепешкина
- Мерзлеева (ныне Большое Мерзлеево)
- Михалково
- Мокрово
- Озерки
- Осинки
- Охлопково
- Палкино
- Першино
- Попково
- Посёлок при станции Крестниково
- Саварня погост
- Сарыево — село, волостной центр
- Селянкино
- Семейкино
- Серково
- Симонцево сельцо
- Синицыно
- Сколепово
- Ушаково
- Шерупенкова купца дача и лесная контора при станции Сарыево М.-Н. жел. дороги
- Шиброво
- Ширяиха
- Юрышки